# واریاز
واریاز (انگلیسی: Varyaz) یک شهرک در شهرستان بلاگووشچنسکی باشقیرستان کشور روسیه است.